# Meromyza grandifemoris
Meromyza grandifemoris är en tvåvingeart som beskrevs av Kanmiya 1983. Meromyza grandifemoris ingår i släktet Meromyza och familjen fritflugor. Inga underarter finns listade i Catalogue of Life.